# Meriola penai
Espèce
Meriola penai est une espèce d'araignées aranéomorphes de la famille des Trachelidae.

## Distribution
Cette espèce se rencontre au Chili dans les régions du Maule, du Biobío, d'Araucanie, des Fleuves, des Lacs et d'Aisén et en Argentine dans les provinces de Neuquén, de Río Negro et du Chubut,.

## Description
Le mâle holotype mesure 3,77 mm et la femelle paratype 4,57 mm.

## Étymologie
Cette espèce est nommée en l'honneur de Luis Enrique Peña Guzmán.

## Publication originale
- Platnick & Ewing, 1995 : « A revision of the tracheline spiders (Araneae, Corinnidae) of southern South America. » American Museum Novitates, no 3128, p. 1-41 (texte intégral).